# Новобурново
Новобурново (баш. Яңы Бурны) — деревня в Бирском районе Башкортостана, относится к Бурновскому сельсовету.

## Географическое положение
Расположена близ правого берега реки Бири (правый приток Белой реки).
Расстояние до:
- районного центра (Бирск): 6 км,
- центра сельсовета (Старобурново): 1 км,
- ближайшей ж/д станции (Уфа): 106 км.

## Население
| 2002 | 2009 | 2010 |
| ---- | ---- | ---- |
| 112  | ↗130 | ↘101 |

Национальный состав
Согласно переписи 2002 года, преобладающая национальность — русские (85 %).

Речной переулок

## Улицы
- Интернациональная улица;
- Подгорная улица;
- Речной переулок.